# Heinz-Edgar Berres
Pour les articles homonymes, voir Berres.
Heinz-Edgar Berres (10 janvier 1920 – 25 juillet 1943) était un pilote de chasse allemand et récipiendaire de la Croix de chevalier de la croix de fer au cours de la Seconde Guerre mondiale.

## Biographie
Berres est né le 10 janvier 1920 à Coblence. Après avoir achevé son entraînement de pilote, Berres est affecté au 3.(J)/LG 2 à l'été 1941, sur le front de l'Est. Le 29 novembre 1941, il remporte sa première victoire en abattant un bombardier russe Tupolev SB.
En mars 1942, il est transféré au 1./JG 77. Le 12 juin, Berres abat son premier bombardier lourd B-24 au-dessus de la Roumanie lors de l'attaque des installations pétrolifères de la région de Ploesti.
Début juillet 1942, le I./JG 77 est redéployé en Méditerranée. Au cours de l'été, le Leutnant Berres abat 11 Spitfire de la RAF dans le secteur de Malte, faisant grimper le total de ses victoires à 18. Il se voit confier la responsabilité du Stabsstaffel I./JG 77 basé en Afrique du Nord en octobre 1942. 
Le 13 mars 1943, il est promu Staffelkapitän du 1./JG 77. Entre novembre 1942 et mars 1943, l'Oberleutnant Berres revendique la destruction de 26 appareils alliés en Libye et en Tunisie.
En juillet 1943, il ajoute 8 autres victoires en Méditerranée et en Sicile, dont un quadruplé de chasseurs alliés le 2 juillet (45 - 49) et 1 B-17 abattu le 5 juillet pour sa 51e victoire. Le 25 juillet 1943, Berres escorte une formation de Ju 52 dans le secteur de Messine. La formation est interceptée, près de Milazzo, par des Spitfire de la RAF. Au terme du combat qui s'engage, Berres est porté manquant à bord de son BF 109 G-6 (W.Nr. 18 101) “BF + QU”. Berres recevra la Ritterkreuz à titre posthume ainsi qu'une promotion au rang d'Hauptmann le 19 septembre 1943.
Heinz-Edgar Berres était crédité de 52 victoires obtenues en 354 missions. Six de ses victoires furent obtenues à l'Est et il revendiqua la destruction d'au moins 20 Spitifre.

## Décorations
- Agrafe des vols au front
- Croix de fer (1939) 2e et 1re classe
- Ehrenpokal der Luftwaffe (Ehrenpokal der Luftwaffe) le 25 janvier 1943, en tant que Leutnant et pilote
- Croix allemande en Or le 16 février 1943, en tant que Leutnant dans la 1./Jagdgeschwader 77
- Croix de chevalier de la croix de fer le 19 septembre 1943, en tant qu'Oberleutnant et Staffelkapitän dans la 1./Jagdgeschwader 77